# Adnan Dibrani
Adnan Dibrani, född 12 februari 1985 i Kosovo, är en svensk politiker (socialdemokrat). Han var ordinarie riksdagsledamot 2010–2024, invald för Hallands läns valkrets. Sedan 2024 är han medlem av Europaparlamentet.

## Biografi
Adnan Dibrani är född i Kosovo, Mitrovica, och kom som flykting till Sverige 1992.
Han har arbetat som banktjänsteman. I politiken har han engagerat sig i frågor som rör småföretagare, patientsäkerhet, LSS och skattesystemet.[källa behövs]
Dibrani valdes in i riksdagen 2014 på personligt mandat, efter att han fått över fem procent personkryss. I riksdagen är han ledamot i finansutskottet sedan 2018 och ledamot i Riksdagens ansvarsnämnd sedan 2022. Dibrani var ledamot i skatteutskottet 2014–2017. Han är suppleant i utrikesutskottet, Europarådets svenska delegation och riksdagens råd för Riksrevisionen. Dibrani har varit suppleant i bland annat finansutskottet, näringsutskottet, utbildningsutskottet och riksdagens överklagandenämnd.
Under 2010–2014 hade Dibrani ansvar för frågor om CSN och studenthälsa för Socialdemokraterna. Han sitter med i CSN:s insynsråd och Ekonomistyrningsverkets insynsråd. Han är vidare ledamot i Statens ansvarsnämnd.
Dibrani var en av Socialdemokraternas kandidater till EU-parlamentet i valet 2019. Han stod som nummer 10 på deras lista.